# Nederlandse Opstand
Nederlandse Opstand of Opstand zijn alternatieve benamingen voor de Tachtigjarige Oorlog. In de moderne geschiedschrijving zijn deze benamingen gebruikelijker dan het bekendere begrip "Tachtigjarige Oorlog", die gewoonlijk gedateerd wordt van 1568 tot 1648. Als er door geschiedschrijvers die de voorkeur geven aan "(Nederlandse) Opstand" al een beginjaar wordt genoemd voor het conflict, dan is dat meestal vroeger dan 1568. Op zijn vroegst markeert de Beeldenstorm (1566) het begin van de Opstand. Tegen de jaren 1580 was de Opstand meer geëvolueerd naar een geregelde oorlog. De Opstand wordt ook wel gezien als de eerste fase, waarbij de periode na het Twaalfjarig Bestand dan de Tweede Oorlog is.

## Afbakening
Vooral de beginjaren tussen 1568, het jaar van de Slag bij Heiligerlee, en het jaar 1587, toen de graaf van Leicester vertrok, hadden vaak het karakter van een opstand zonder sterke centrale leiding. De Staten-Generaal zochten vervolgens geen nieuwe landvoogd meer maar namen zelf de soevereiniteit op zich  Tijdens deze vroege fase zagen de guerrilla-strijders van de bosgeuzen en de watergeuzen zich financieel gesteund door de vreemdelingenkerken in Engeland en Emden. In 1589 woedde de meer geregelde onafhankelijkheidsoorlog tegen Spanje volop en waren de Staten al duidelijk aan de winnende hand.

## Opstand of (burger)oorlog?
Door Alva is het verzet tegen de Spaanse koning Filips II getypeerd als een opstand. In 1572 berichtte Lodewijk van Nassau aan de leider van de opstand, zijn broer Willem, dat de hertog van Alva zeer verbaasd is ... dat de steden zo in opstand komen (les villes se revoltent ainsi). In brieven, kronieken en dagboeken uit die tijd werd onder meer gesproken over verzet, verlaetinghe en afzwering van de landsheer. Ook in de latere geschiedschrijving over deze periode werden de gebeurtenissen vanaf 1568 veelal aangeduid als De Opstand. In een studie uit 2004 sprak de geschiedkundige Arie van Deursen over de Opstand van 1572-1584. Jan Juliaan Woltjer sprak over de Opstand als zijnde een burgeroorlog, zonder meer te vergelijken met de Franse burgeroorlogen.  De omschrijving als burgeroorlog legt meer de nadruk op de strijd tussen de katholieke Spaanse kant en de protestantse Staatse kant. In die zin was het ook een godsdienstoorlog. Burgers en steden kozen, soms afwisselend, de kant van het verzet of de kant van de heerser.